# Gymnasium am Kurfürstlichen Schloss
Das Gymnasium am Kurfürstlichen Schloss Mainz (kurz: Schlossgymnasium) ist ein staatliches, naturwissenschaftliches und sprachliches Gymnasium in Mainz-Altstadt. Etwa 1050 Schüler werden von rund 100 Lehrkräften unterrichtet. Schulträger ist die Stadt Mainz. Das Schlossgymnasium ist Ausbildungsschule für Referendare vom Gymnasialen Studienseminar Mainz.

## Geschichte
Das heutige Gymnasium am Kurfürstlichen Schloss wurde 1831 als städtische Realschule eröffnet und bereits 1836 zur Großherzoglichen Provinzial-Realschule verstaatlicht. 1854 wurde Friedrich Karl Ludwig Schoedler (1813–1884) Direktor der Schule, die zwischenzeitlich rund 300 Schüler zählte. Ab 1863 wurde israelitischer Religionsunterricht an der Realschule angeboten, der vom Mainzer Rabbiner, damals Joseph Aub, gegeben wurde.
Die Realschule wurde 1884 zum Realgymnasium aufgewertet und bezog zwei Jahre später ein neues Gebäude in der Steingasse in der Mainzer Altstadt. Ab 1912 wurde ein Neubau im nordwestlichsten Teil der Mainzer Altstadt nördlich des Kurfürstlichen Schlosses errichtet. Während des Dritten Reiches hieß die Schule „Hermann-Göring-Oberschule für Jungen“. Seit 1950 trägt die Schule die Bezeichnung „Gymnasium am Kurfürstlichen Schloss“.
Der Vorplatz der Schule wurde 2013 nach dem Ehrenschüler Leo Trepp benannt, der 1981 zum 150-jährigen Geburtstag der Schule eine vielbeachtete Rede gehalten hatte. Seitdem lautet die Anschrift Leo Trepp-Platz 1.

## Profil/Schwerpunkte
Die Schule hat einen sprachlichen Schwerpunkt mit einem bilingualen Zug in Englisch. Nach der Orientierungsstufe wird eine Klasse gebildet, in der mit zusätzlichen Stunden Fachunterricht auf Englisch erteilt wird.
Ebenso verfügt die Schule über einen Schwerpunkt in den MINT-Fächern. Das im Rhythmus von 3 Jahren zu erneuernde Siegel „MINT-freundliche Schule“ wird seit 2013 geführt. Dazu gehört, dass Klassen im MINT-Unterricht geteilt werden, um bessere Bedingungen für das experimentelle Arbeiten zu schaffen. Die Schule wurde von 2016/2017 bis 2020/2021 als „Bundeswettbewerb Informatik-Schule in Gold“ ausgezeichnet.
Ab dem Schuljahr 2020/21 gehört das Schlossgymnasium zu den ersten 21 Informatik-Profil-Schulen in Rheinland-Pfalz, in denen Informatik in manchen Jahrgangsstufen für alle Schüler verpflichtend ist.
Außer dem MINT- sowie sprachlichen Schwerpunkt hat das Gymnasium am Kurfürstlichen Schloss Mainz einen Demokratiebildungsschwerpunkt. Im Jahr 2022 fand die dritte Durchführung des Großschulprojektes „Schule als Staat“ statt. Rheinland-Pfalzweit ist es die einzige Schule, die das Projekt je durchgeführt hat und deutschlandweit eine der wenigen Schulen mit drei Durchführungen. Seit April 2024 steht fest, dass das Projekt im Sommer 2025 zum vierten Mal durchgeführt wird. Die Schule nimmt am Wettbewerb „Jugend debattiert“ teil.
Das Gymnasium ist seit 2015 als Europaschule ausgezeichnet.
Für Schüler der Orientierungsstufe wird seit 2006/2007 die Ganztagsschule in Angebotsform angeboten.
Die Schule ist Teil des Netzwerks Schule ohne Rassismus – Schule mit Courage und Fairtrade-School. Seit 2024 gibt es an der Schule eine Schülergenossenschaft.

### Toiletten
Nachdem die Stadt Mainz die Aborte grundlegend saniert hatte, bewachten zunächst Schulleitungsmitglieder diese in den Pausen, um Vandalismus vorzubeugen. Nach einigen Wochen ging die Verantwortung in Rahmen eines Pilotprojekts auf die Jahrgangsstufe 12 über. Diese sorgen für Seife und Klosettpapier. Auch die Wachdienste in den Pausen liegen in Schülerhand; bei Vergehen, wie Unsauberkeit, drohen Strafen. Ziel ist es, die neuen Toiletten möglichst lange im Ursprungszustand zu bewahren. Dieses Vorgehen fand überregionale Beachtung in den Medien, was der Schule einen Sonderpreis im Wettbewerb „Toiletten machen Schule“ der German Toilet Organization brachte.

## Architektur

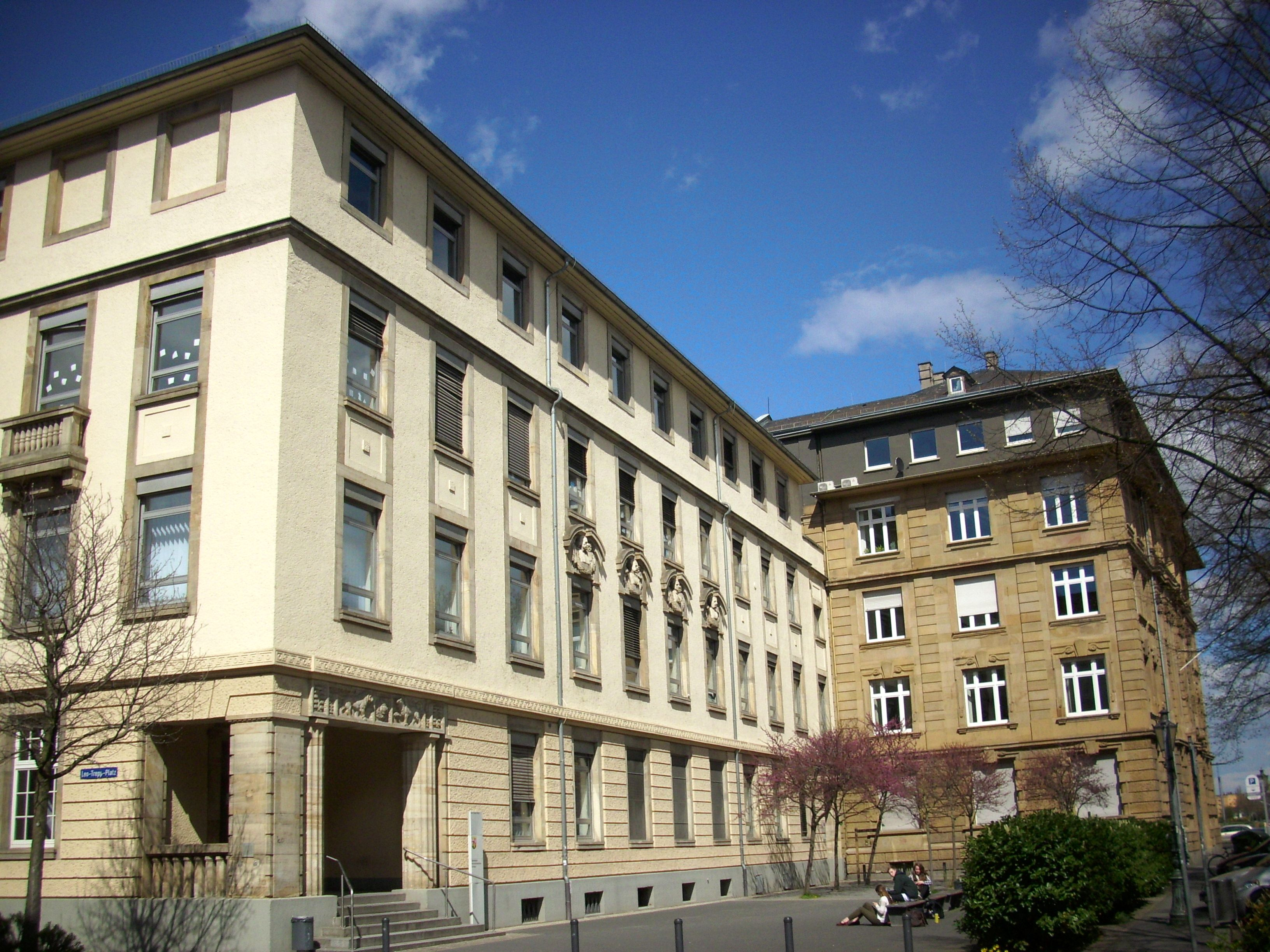
Eingang Schloßgymnasium

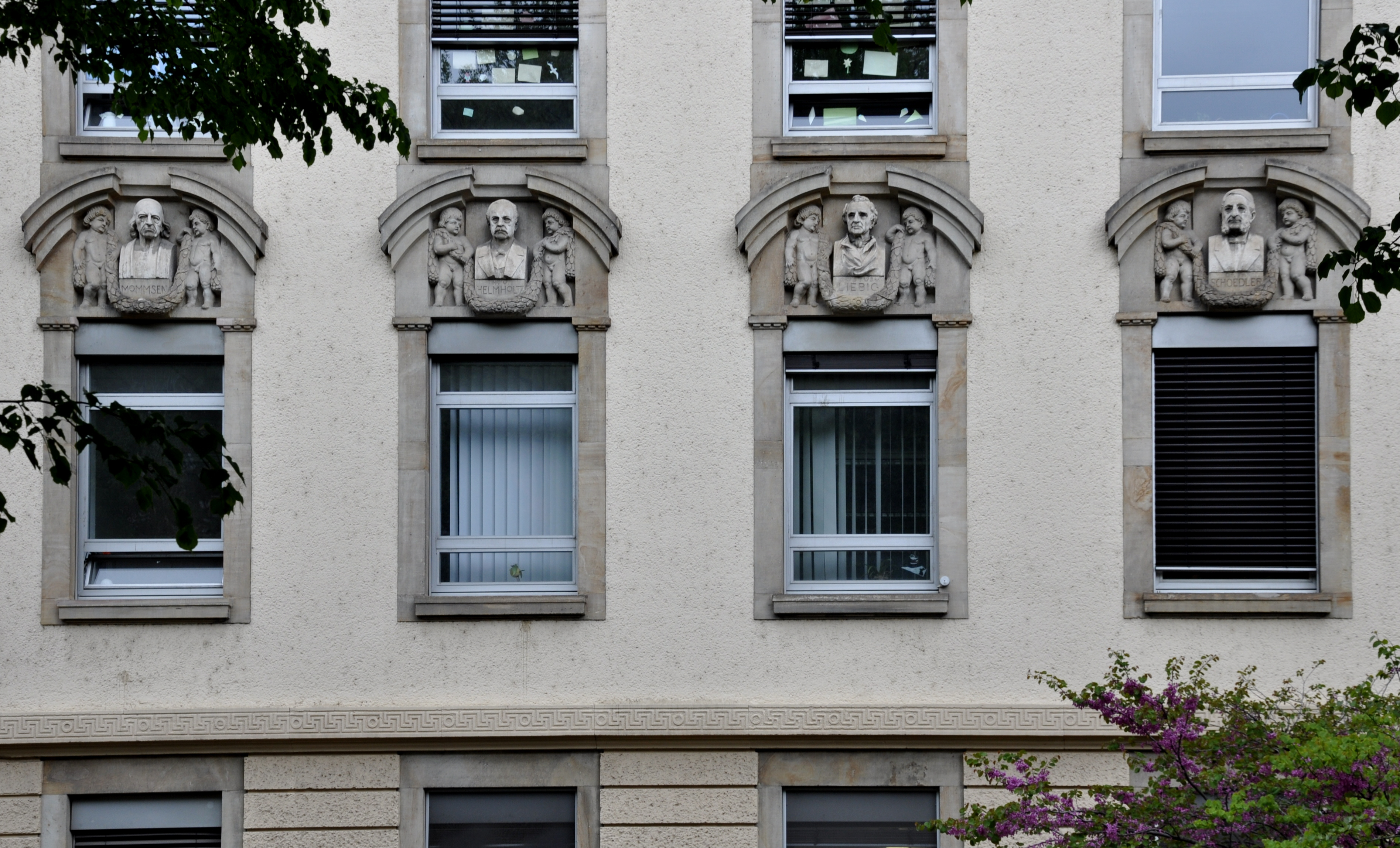
Büsten an der Hauptfassade

Das Gebäude des Gymnasiums am Kurfürstlichen Schloss wurde 1914 vom Mainzer Stadtbaumeister Adolf Gelius als Realgymnasium errichtet. Gegenüber dem prächtigen Renaissancebau des Kurfürstlichen Schlosses gelegen, wurde das Gymnasium bewusst in schlichten Formen gehalten. Der Südflügel mit der Hauptfassade an der Dieter-von-Isenburg-Straße ragt weit in die Flucht der Greiffenklaustraße ein und betont so den an der Südwestecke liegenden Haupteingang. Vor dem Haupteingang entsteht durch einen Versprung gegenüber der Nachbarbebauung ein Vorplatz, der ausreichend Abstand zum gegenüberliegenden Schloss schafft. Dieser bildet auch den Auftakt zum Haupteingang der Schule, der mit tuskischen Säulen in das mit rustiziertem Mauerwerk gestaltete Sockelgeschoss eingeschnitten ist. Der Sturz über dem Eingang ist mit Reliefs von stilisierten Pflanzen und Fabelwesen geschmückt.
Oberhalb des Sockelgeschosses schließen sich drei Vollgeschosse an, die zwischen dem zweiten und dritten Obergeschoss durch ein Gesims waagerecht gegliedert werden.
An der Hauptfassade sind über den mittleren vier Fenstern des 1. Obergeschosses Büsten von vier Wissenschaftlern angebracht, die das Bildungsideal der Schule repräsentieren: für die Geschichtswissenschaft Theodor Mommsen, für die Naturwissenschaften Hermann von Helmholtz, Justus Liebig und Friedrich Karl Ludwig Schoedler.
Der ursprünglich ein Geschoss niedrigere Nordflügel an der Greiffenklaustraße wurde 1953 aufgestockt. Die gesamte Schulanlage erfuhr 1984 weitreichende Um- und Neubauten. Dennoch prägt das Schulgebäude das Erscheinungsbild der Denkmalzone nördlich des Kurfürstlichen Schlosses stark mit und steht daher unter Denkmalschutz.

## Persönlichkeiten

### Lehrer
- David Nikolaus Becker (1932–2016), emeritierter Dompräbendat und externer Richter im Bischöflichen Offizialat Mainz, unterrichtete von 1960 bis 1965 als Religionslehrer am Gymnasium
- Anton Maria Keim (1928–2016), späterer Kulturdezernent der Stadt Mainz, deutscher Historiker und Autor
- Helmut Schäfer (* 1933) ist ein deutscher Politiker (FDP). Er war von 1987 bis 1998 Staatsminister im Auswärtigen Amt.

### Schüler
- Ferdinand Schmidt (1889–1960, Abitur: 1907), Physiker und Hochschullehrer
- Leo Trepp (1913–2010, Abitur: 1931), Rabbiner und Theologieprofessor
- Günther Fleckenstein (1924–2020, Abitur: 1941), Theaterregisseur, Dramaturg und Theaterintendant
- Hugo Brandt (1930–1989, Abitur: 1949), Politiker
- Herbert Bonewitz (1933–2019, Abitur: 1953), Kabarettist
- Fred Breinersdorfer (* 1946, Abitur: 1966) Drehbuchautor, Filmproduzent und Rechtsanwalt
- Bernd Brunn (Abitur: 1967), Richter am Bundesverwaltungsgericht
- Michael Linden (* 1948, Abitur: 1967), deutscher ARzt und Psychologe
- Jürgen Häfner (* 1959, Abitur: 1978), Jurist und rheinland-pfälzischer Landespolitiker der SPD
- Sandro Schwarz (* 1978), deutscher Fußballtrainer
- Paul Bokowski (* 1982, Abitur: 2001), deutsch-polnischer Schriftsteller und Satiriker
- Roman Neustädter (* 1988, Abitur: 2007), russischer Fußball-Nationalspieler
- Maral Bazargani (* 1990), Journalistin und Fernsehmoderatorin und ehemalige deutsche Leichtathletin
- Julian Weber (* 1994), deutscher Leichtathlet mit Spezialisierung auf Speerwurf
- Julianna Townsend (* 1997, Abitur: 2017), Model, bekannt als Zweitplatzierte bei Germany’s next Topmodel 2018

## Veröffentlichungen
- Programm der Großherzoglichen Realschule zu Mainz. Mainz 1859–1875 (Digitalisat)
- Programm der Großherzoglichen Realschule I. und II. Ord. zu Mainz für das Schuljahr … Mainz 1876–1884 (Digitalisat)
- Programm des Großherzoglichen Realgymnasiums und der Realschule zu Mainz für das Schuljahr … Main 1885–1898 (Digitalisat)
- Programm des Großherzoglichen Realgymnasiums, der Realschule und der Höheren Handelsschule zu Mainz für das Schuljahr … Mainz 1899–1902 (Digitalisat)
- Programm des Großherzoglichen Realgymnasiums, der Ober-Realschule und der Höheren Handelsschule zu Mainz für das Schuljahr … Mainz 1903–1906 (Digitalisat)
- Karl Beck: Geschichte der Mainzer Realschule. (Realschule, Realgymnasium, Höhere Handelschule, Oberrealschule). Mainz 1906 (Digitalisat)
- Jahresbericht des Großherzoglichen Realgymnasiums zu Mainz für das Schuljahr … Mainz 1907–1917 (Digitalisat)
- Jahrhundertfeier der Mainzer Realanstalten. 1831–1931. Festschrift des Realgymnasiums, o. O. [Mainz] o. J. [1931].
- Staatliches Gymnasium am Kurfürstlichen Schloß Mainz (Hg.), 150 Jahre Staatliches Gymnasium am Kurfürstlichen Schloß zu Mainz. 1831–1981, zwei Bände, o. O. [Mainz] o. J. [1981].
- Dass. (Hg.), 150 Jahre Staatliches Gymnasium am Kurfürstlichen Schloß zu Mainz. 1831–1981. Dokumentation der Jubiläumsveranstaltung [auf dem Deckblatt: … Jubiläumsveranstaltungen], o. O. [Mainz] o. J. [2006].
- Gymnasium am Kurfürstlichen Schloss (Hg.), 175 Jahre Schlossgymnasium Mainz. Festschrift [auf dem Deckblatt: 175 Jahre Gymnasium am Kurfürstlichen Schloss Mainz. Festschrift], o. O. [Mainz] o. J. [2006].